# Rivière aux Brochets (rivière Ashuapmushuan)
Pour les articles homonymes, voir Rivière aux Brochets.
La rivière aux Brochets est un affluent de la rivière Ashuapmushuan, coulant dans le territoire non organisé de Rivière-Mistassini, dans la municipalité régionale de comté (MRC) de Maria-Chapdelaine, dans la région administrative de Saguenay–Lac-Saint-Jean, dans la province de Québec, au Canada.
La partie sud de la vallée de la rivière aux Brochets est surtout desservie par la route forestière R0202,.
La sylviculture constitue la principale activité économique de cette vallée.

## Géographie
La rivière aux Brochets tire sa source à l'embouchure du lac Stackler (longueur: 4,7 km; altitude: 386 m). La Montagne Plate et la Montagne des Bouleaux sont situées du côté nord-ouest du Lac Stackler. Ce lac est alimenté par la décharge (venant de l'ouest) du lac Vidé et par la décharge (venant du nord-ouest) d'un ensemble de lacs dont Chanceux, et le lac Denis.
L'embouchure du Lac Stackler est située en zone forestière dans le territoire non organisé de Rivière-Mistassini, à:
- 3,3 km au nord-est d'une courbe de la rivière Ashuapmushuan;
- 8,9 km au nord-ouest du lac Damville;
- 83,1 km au nord-ouest du centre-ville de Saint-Félicien[2].

À partir de l'embouchure du lac Stackler, la rivière aux Brochets coule sur 11,2 km avec une dénivellation de 116 m, entièrement en zone forestière, selon les segments suivants:
- 3,8 km d'abord vers le nord-est en dévalant la montagne et en recueillant la décharge (venant du nord) du lac au Huard, jusqu'à la rive nord du Lac du Lance-Pierres; puis vers le sud-est en traversant ce dernier lac (longueur: 1,7 km; altitude: 335 m), jusqu'à son embouchure. Note: La partie nord de ce lac forme un Y; la partie centrale reçoit de l'ouest la décharge du lac Judith; la partie sud (de forme triangulaire) reçoit du côté nord-est la décharge des lacs Jumeaux dont le lac du nord reçoit à son tour la décharge du Lac des Îles (venant du nord-ouest);
- 6,5 km vers le sud-est, relativement en ligne droite, en traversant le Lac au Sable et le Lac des Ménés, et en recueillant un ruisseau (venant du nord, soit la décharge du lac Karina), jusqu'à un coude de rivière, correspondant à la décharge (venant de l'est) du lac Damville. Note: Le dernier 1.7 km de ce segment constitue un élargissement de la rivière et est interrelié au lac Damville;
- 0,87 km vers le sud-ouest en passant sous le pont de la route forestière R0202, puis en formant un crochet vers le sud pour aller recueillir en fin de segment un ruisseau (venant du nord), jusqu'à son embouchure[2].

La rivière aux Brochets se déverse dans un coude de rivière sur rive nord-est de la rivière Ashuapmushuan. Cette confluence est située en aval du Rapides du Fer à Cheval, et à:
- 46,5 km à l'ouest du centre du village de Girardville;
- 74,8 km au nord-ouest du centre-ville de Saint-Félicien;
- 84,3 km au nord-ouest de l'embouchure de la rivière Ashuapmushuan[2].

À partir de l’embouchure de la rivière aux Brochets, le courant descend le cours de la rivière Ashuapmushuan sur 100,4 km, puis traverse le lac Saint-Jean vers l'est sur 41,1 km (soit sa pleine longueur), emprunte le cours de la rivière Saguenay via la Petite Décharge sur 172,3 km vers l'est jusqu'à Tadoussac où il conflue avec l’estuaire du Saint-Laurent.

## Toponymie
Le toponyme « rivière aux Brochets » a été officialisé le 29 septembre 1975 à la Banque des noms de lieux de la Commission de toponymie du Québec.